# Universidade de Boston
A Universidade de Boston (em inglês, Boston University - sigla, BU) é uma universidade norte-americana privada não-sectária localizada na cidade de Boston, no estado de Massachusetts. Ainda que oficialmente estabelecida em 1869, a Universidade de Boston tem suas raízes no Instituto Bíblico Newbury em Newbury, no estado de Vermont, em 1839. Por esta razão a universidade celebrou seu centenário em 1939 e 1969.
Com aproximadamente quatro mil professores e mais de 30 mil alunos, a Universidade de Boston é a quarta maior universidade privada do país e o quarto empreendimento que mais emprega na cidade. A universidade oferece graduação em licenciatura, mestrado e doutorado em 18 faculdades e escolas, e opera em dois campi urbanos. O campus principal está situado às margens do rio Charles, nos bairros Fenway-Kenmore e Allston, enquanto o Boston University Medical Campus fica no bairro de South End.